# 2029 Binomi
2029 Binomi eller 1969 RB är en asteroid i huvudbältet som upptäcktes den 11 september 1969 av den Schweiziska astronomen Paul Wild vid Observatorium Zimmerwald. Den har fått sitt namn efter den fiktive matematikern Alessandro Binomi.
Asteroiden har en diameter på ungefär 6 kilometer och den tillhör asteroidgruppen Vesta.